# Handebol de praia nos Jogos Mundiais de 2009
As competições do handebol de praia nos Jogos Mundiais de 2009 ocorreram entre 18 e 20 de julho na Baía de Sizihwan. Dois torneios foram disputados.

## Quadro de medalhas
Nota: as medalhas não fazem parte do quadro oficial de medalhas dos Jogos.
| Ordem | País    | Medalha de ouro | Medalha de prata | Medalha de bronze |   |
| ----- | ------- | --------------- | ---------------- | ----------------- | - |
| 1     | Brasil  | 1               |                  | 1                 | 2 |
| 2     | Itália  | 1               |                  |                   | 1 |
| 3     | Croácia |                 | 1                | 1                 | 2 |
| 4     | Hungria |                 | 1                |                   | 1 |
| TOTAL | TOTAL   | 2               | 2                | 2                 | 6 |

## Medalhistas
Masculino
|  | Brasil |  | Hungria |  | Croácia |
|  | Nailson Amaral Daniel Baldacin Bruno Carlos de Oliveira Antonio Nascimento Jefte Leite Saraiva Wellington Novaes Jarison Ribeiro Cyrillo Rocha Anderson Souza Lima Gil Vicente Pires |  | Balázs Babicz Ferenc Császár Donát Warvasovszky Zoltán Hímer András John Péter Kovács László Kovácsovics Norbert Musits Péter Szabó Ervin Tuba Kovács Zoltán Németh |  | Luka Bumbak Hrvoje Horvat Ivan Jurić Kresimir Malbasić Mladen Paradzik Ninoslav Pavelić Davor Rokavec Josip Sandrk Drago Vojnović |

Feminino
|  | Itália |  | Croácia |  | Brasil |
|  | Carolina Balsanti Elena Barani Lorena Bassi Gyongyi Demeny Sandra Federspieler Carmen Onnis Florentina Pastor Sabrina Lorena Porini Silvia Scamperle |  | Marina Bazzeo Snjezana Botica Dubravka Bukovina Anja Daskijević Josipa Grebenar Melita Jug Ivana Lovrić Vlatka Samarinec Jelena Vidović |  | Gilka Batista Millena Alencar Jerusa Ferreira Dias Raila Gomes Brandao Emanuelle Moreira Lima Cinthya Pires Camila Ramos de Souza Priscilla Roberta Annes Darlene Silva Soares Tatianne Yumi Nabissima |

## Resultados

### Masculino

#### Primeira fase
| 1 | Brasil        |
| 2 | Hungria       |
| 3 | Taipé Chinesa |
| 4 | Omã           |

| Horário     | Jogo          | Jogo | Jogo          |
| ----------- | ------------- | ---- | ------------- |
| 18 de julho |               |      |               |
| 09:10       | Brasil        | 2-0  | Hungria       |
| 10:00       | Omã           | 1-2  | Taipé Chinesa |
| 18:00       | Taipé Chinesa | 1-2  | Brasil        |
| 18:50       | Hungria       | 2-0  | Omã           |
| 19 de julho |               |      |               |
| 16:50       | Brasil        | 2-0  | Omã           |
| 17:00       | Hungria       | 2-1  | Taipé Chinesa |

| 1 | Turquia   |
| 2 | Croácia   |
| 3 | Paquistão |
| 4 | Tailândia |

| Horário     | Jogo      | Jogo | Jogo      |
| ----------- | --------- | ---- | --------- |
| 18 de julho |           |      |           |
| 16:00       | Croácia   | 2-0  | Paquistão |
| 16:50       | Turquia   | 2-0  | Tailândia |
| 19:50       | Paquistão | 0-2  | Turquia   |
| 20:00       | Tailândia | 0-2  | Croácia   |
| 19 de julho |           |      |           |
| 15:50       | Paquistão | 2-1  | Tailândia |
| 16:00       | Croácia   | 1-2  | Turquia   |

#### Segunda fase
| Horário      | Jogo          | Jogo | Jogo      |
| ------------ | ------------- | ---- | --------- |
| 19 de julho  |               |      |           |
| 19:50 Jogo A | Turquia       | 1-2  | Omã       |
| 20:00 Jogo B | Brasil        | 2-0  | Tailândia |
| 20:50 Jogo C | Paquistão     | 0-2  | Hungria   |
| 21:00 Jogo D | Taipé Chinesa | 1-2  | Croácia   |

| Horário      | Jogo          | Jogo | Jogo      |
| ------------ | ------------- | ---- | --------- |
| 20 de julho  |               |      |           |
| 09:10 D5-8 1 | Turquia       | 0-2  | Paquistão |
| 10:00 SF1    | Omã           | 0-2  | Hungria   |
| 12:00 SF2    | Croácia       | 1-2  | Brasil    |
| 12:10 D5-8 2 | Taipé Chinesa | 2-0  | Tailândia |

Finais
| Horário              | Jogo      | Jogo | Jogo         |
| -------------------- | --------- | ---- | ------------ |
| 20 de julho          |           |      |              |
| 15:30 Disp. 7º lugar | Turquia   | 2-0  | Tailândia    |
| 16:30 Disp. 5º lugar | Paquistão | 0-2  | Taipé Chinês |
| 18:30 Disp. 3º lugar | Omã       | 0-2  | Croácia      |
| 20:30 Final          | Hungria   | 0-2  | Brasil       |

#### Classificação final

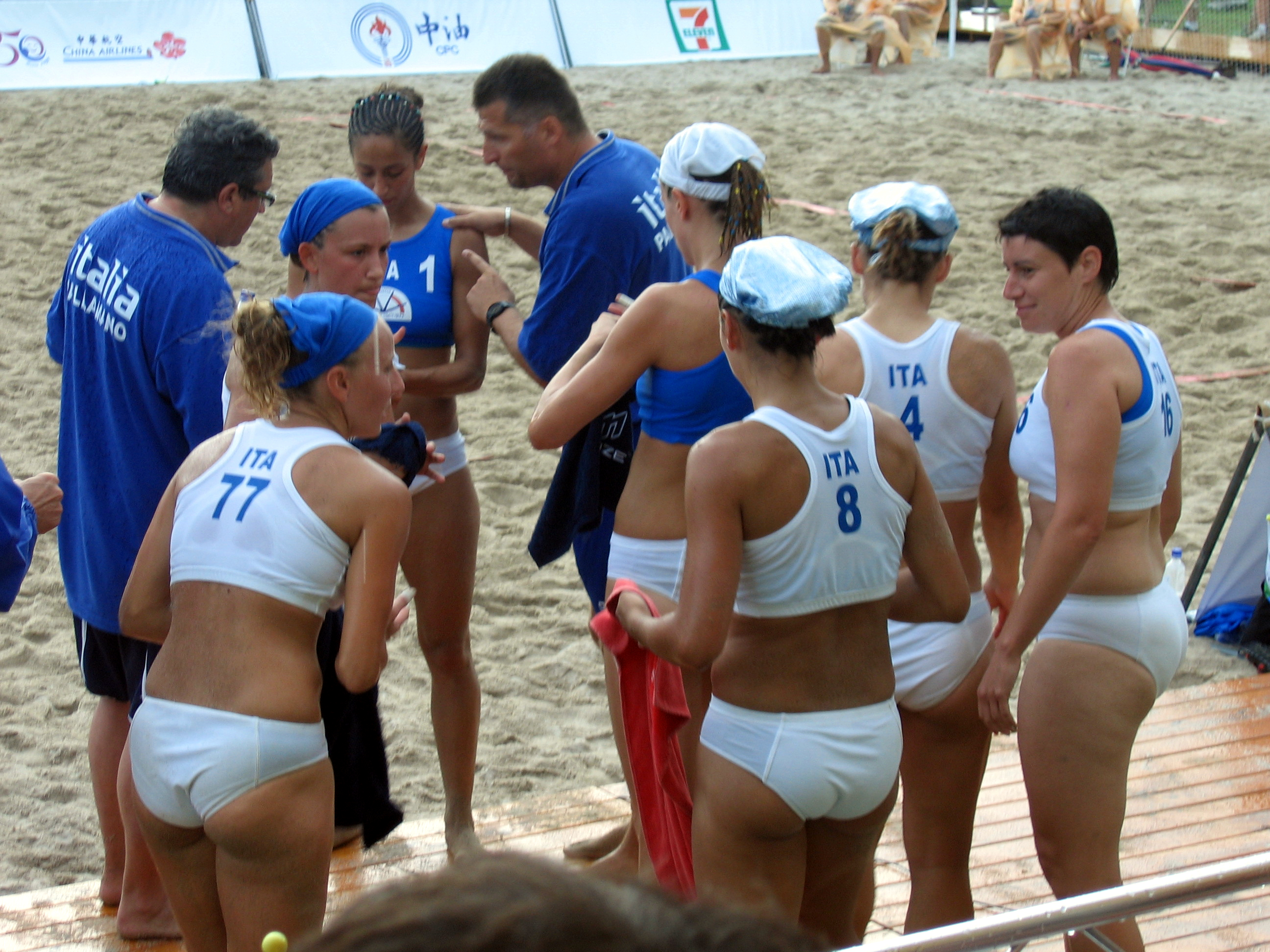
Seleção italiana campeã do torneio feminino.

| Pos. | País          |
| ---- | ------------- |
|      | Brasil        |
|      | Hungria       |
|      | Croácia       |
| 4    | Omã           |
| 5    | Taipé Chinesa |
| 6    | Paquistão     |
| 7    | Turquia       |
| 8    | Tailândia     |

### Feminino

#### Primeira fase
| 1 | Brasil             |
| 2 | Macedônia do Norte |
| 3 | Ucrânia            |
| 4 | Taipé Chinesa      |

| Horário     | Jogo               | Jogo | Jogo         |
| ----------- | ------------------ | ---- | ------------ |
| 18 de julho |                    |      |              |
| 09:00       | Taipé Chinesa      | 1-2  | Macedônia    |
| 10:10       | Brasil             | 2-0  | Ucrânia      |
| 17:50       | Macedônia do Norte | 0-2  | Brasil       |
| 18:00       | Ucrânia            | 2-0  | Taipé Chinês |
| 19 de julho |                    |      |              |
| 09:00       | Brasil             | 2-0  | Taipé Chinês |
| 09:10       | Ucrânia            | 1-2  | Macedônia    |

| 1 | Itália    |
| 2 | Croácia   |
| 3 | Tailândia |
| 4 | Japão     |

| Horário     | Jogo      | Jogo | Jogo      |
| ----------- | --------- | ---- | --------- |
| 18 de julho |           |      |           |
| 15:50       | Tailândia | 2-1  | Japão     |
| 17:00       | Croácia   | 1-2  | Itália    |
| 20:50       | Itália    | 2-0  | Tailândia |
| 21:00       | Japão     | 0-2  | Croácia   |
| 19 de julho |           |      |           |
| 10:00       | Croácia   | 2-0  | Tailândia |
| 10:10       | Itália    | 2-0  | Japão     |

#### Segunda fase
| Horário      | Jogo      | Jogo | Jogo         |
| ------------ | --------- | ---- | ------------ |
| 19 de julho  |           |      |              |
| 17:50 Jogo A | Brasil    | 2-0  | Japão        |
| 18:00 Jogo B | Itália    | 2-0  | Taipé Chinês |
| 18:50 Jogo C | Tailândia | 0-2  | Macedônia    |
| 19:00 Jogo D | Ucrânia   | 0-2  | Croácia      |

| Horário      | Jogo               | Jogo | Jogo         |
| ------------ | ------------------ | ---- | ------------ |
| 20 de julho  |                    |      |              |
| 09:00 SF1    | Brasil             | 1-2  | Croácia      |
| 10:10 D5-8 1 | Japão              | 0-2  | Ucrânia      |
| 11:00 SF2    | Macedônia do Norte | 0-2  | Itália       |
| 11:10 D5-8 2 | Tailândia          | 0-2  | Taipé Chinês |

Finais
| Horário              | Jogo    | Jogo | Jogo         |
| -------------------- | ------- | ---- | ------------ |
| 20 de julho          |         |      |              |
| 15:30 Disp. 7º lugar | Japão   | 2-0  | Tailândia    |
| 16:30 Disp. 5º lugar | Ucrânia | 1-2  | Taipé Chinês |
| 17:30 Disp. 3º lugar | Brasil  | 2-0  | Macedônia    |
| 19:30 Final          | Croácia | 1-2  | Itália       |

#### Classificação final
| Pos. | País               |
| ---- | ------------------ |
|      | Itália             |
|      | Croácia            |
|      | Brasil             |
| 4    | Macedônia do Norte |
| 5    | Taipé Chinesa      |
| 6    | Ucrânia            |
| 7    | Japão              |
| 8    | Tailândia          |